# Saint-Thégonnec
Saint-Thégonnec är en kommun i departementet Finistère i regionen Bretagne i västra Frankrike. Kommunen ligger i kantonen Saint-Thégonnec som tillhör arrondissementet Morlaix. År 2018 hade Saint-Thégonnec 2 715 invånare.

## Befolkningsutveckling
Antalet invånare i kommunen Saint-Thégonnec
Referens:INSEE